# تورستن ساندلین
تورستن ساندلین (فنلاندی: Torsten Sandelin; ۲۸ سپتامبر ۱۸۸۷ – ۸ مهٔ ۱۹۵۰) ژیمناست اهل فنلاند بود.
وی در مسابقات کشوری و بین‌المللی در مجموع برندهٔ ۱ مدال برنز شده‌است.